# Одінцов Віктор Федосійович
Віктор Федосійович Одінцов (нар. 19 лютого 1936 — пом. 13 березня 1994, Ростов-на-Дону, Росія) — радянський футболіст, тренер. Майстер спорту СРСР.

## Життєпис
У футбол прийшов з баскетболу, де його партнером був Віктор Зубков, в майбутньому — дворазовий срібний призер Олімпійських ігор. На футбольному полі грав на позиції відтягнутого форварда.
У 1954 році на запрошення старшого тренера Петра Щербатенка перейшов в ростовське «Торпедо». Через рік старший тренер московського «Динамо» Михайло Якушин запросив молодого нападника на передсезонний збір у Сухумі, Віктор пройшов збір, але вирішив продовжити кар'єру в Ростові.
У 1970-х роках перейшов на тренерську роботу, працював у «Калитві», «Салюті», «Роторі», мінераловодському «Локомотиві».
Помер 13 марта 1994 року після важкої хвороби.
У квітні 2018 року на будівлі школи в Ростові-на-Дону, де навчався Одінцов, було відкрито меморіальну дошку.